# Les Essards (Charente-Maritime)
Les Essards é uma comuna francesa na região administrativa da Nova Aquitânia, no departamento de Charente-Maritime. Estende-se por uma área de 9,66 km². Em 2010 a comuna tinha 712 habitantes (densidade: 73,7 hab./km²).